# Slenke de Groningue
Le Slenke de Groningue, en néerlandais Groninger Slenk, est une race de pigeon domestique originaire des Pays-Bas. Il appartient au groupe des pigeons de vol.

## Origines
Le Slenke de Groningue est une race ancienne dont la création remonte au XVIIe siècle et utilisée comme pigeons voyageurs. Son nom « Slenke » fait référence à son type de vol, schlenken signifiant « se balancer ». Le mot est proche des mots néerlandais schommelen, signifiant « glisser » et allemand schlingern, signifiant « serpenter ». Groningue est le nom d'une province dans le nord-est des Pays-Bas.
Son origine exacte est assez floue, mais l'oiseau pourrait descendre de boulants ibériques. Le vol du Boulant Colillano rappelle d'ailleurs celui du Slenke de Groningue. De tels oiseaux espagnols ont pu être importés entre les XVIe et XVIIIe siècles, lorsque le pays était sous influence espagnole,.
Le standard est créé en 1930.
Après la Seconde guerre mondiale, la race a faillit disparaître. Vingt-cinq animaux sont récupérés et confiés à huit éleveurs, c'est ce qui sauva la race à la fin du XXe siècle, bien que celle-ci reste sensible à la consanguinité et manque de robustesse. Pour sa sauvegarde, le Groninger Slenken Club est fondé en 1971 au moment où la race périclitait.

## Description
C'est un pigeon bien dressé sur des pattes de longueur moyenne avec un coup large, recourbé vers l'arrière en forme de S et touchant presque son dos. La tête est arrondie avec les joues pleines ; les morilles sont petites et blanches ; sa poitrine est large portée vers l'avant et relevée. Le dos est large et fortement incliné ; les ailes courtes et larges,. Plusieurs couleurs sont visibles chez cette race mais elles restent peu diversifiées par rapport à d'autres races.

## Élevage et vol
Cet oiseau est un ringslager (ou claqueur) en raison de son vol bien particulier. Il vole avec le cou bien droit et la queue déployée. Le battement des ailes est puissant. Quand l'oiseau donne un violent battement vers le bas, il est projeté en avant et réalise un « saut ». Avec les ailes dirigées obliquement vers l'avant, l'oiseau ondule, c'est la « nage ». Son troisième type de vol est le « vol plané ». En altitude, l'oiseau se laisse planer vers l'avant, tout en perdant de la hauteur. Le Slenke de Groningue est un oiseau vif, aimant voler. Il alterne avec ses différents types de vols, et son vol est souvent de courte durée. Avec ses battements puissants, les rémiges s'abîment en vol.
Comme d'autres races de pigeons de vol, on trouve peu d'éleveurs qui s'investissent à conserver la race et son vol typique. Beaucoup d'éleveurs du XXIe siècle ne se concentrent que sur son apparence pour participer aux expositions et concours avicoles, délaissant et perdant ainsi son vol si caractéristique.
Malgré son intérêt, la race reste rare et la FAO l'a classé au statut « critique »,.

## Standard
Le Slenke de Groningue est classé dans le groupe des pigeons de vol. Le standard de la race est géré par les Pays-Bas (NL/1105). Les oiseaux sont bagués avec une bague de 8 mm.